# Frank Xavier Leyendecker
Frank Xavier Leyendecker (Alemanha, 19 de janeiro de 1876 – 18 de abril de 1924), também conhecido como Frank James Leyendecker, foi um ilustrador norte-americano. Trabalhou com o seu irmão Joseph Christian Leyendecker no seu estúdio, primeiro em Chicago e depois em Nova Iorque e New Rochelle.

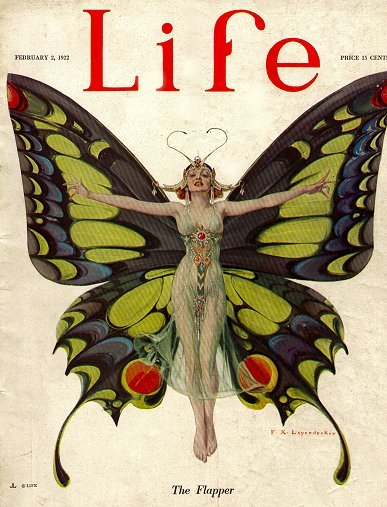
Capa de 1922 da Life Magazine: "The Flapper" de F. X. Leyendecker

## Biografia
Frank Leyendecker e a sua irmã Augusta viveram até 1924 com J. C. Leyendecker e o modelo Charles Beach em New Rochelle.
Estudou na Académie Julian em França. Era conhecido pela obra em vitral e pelas suas ilustrações de posters, revistas e anúncios comperciais.
Leyendecker sofreu de depressão e problemas de saúde devido à dependência de drogas, e poderá ter cometido suicídio com uma overdose de morfina em 18 de abril de 1924, aos 48 anos.